# 松家卓弘
松家 卓弘（まつか たかひろ、1982年7月29日 - ）は、香川県高松市出身の元プロ野球選手（投手）。東京大学経済学部卒業。現在は高校の教諭で、担当教科は世界史・地歴公民。

## 経歴

### プロ入り前
高松市立仏生山小学校4年から野球を始めた。最初に任されたポジションは捕手だったが、当時のエースが転校してしまい、肩の強さを見込まれて投手になった。それ以来一貫して投手としてプレーした。
香川大学教育学部附属高松中学校時代に県大会で優勝した。高松高校2年時の1999年に高松高校は秋の県大会で準優勝。秋季四国大会の初戦で鳴門工業高校に勝利するも、準決勝で明徳義塾高校に敗れ、翌2000年の選抜大会の出場校には選出されなかった。春の県大会で準優勝の成績を残し、夏の県大会に挑んだが3回戦で丸亀城西高校に0-1で敗れた。
高校卒業後は現役で東京大学文科二類に合格した。野球部の主戦投手として活躍。東京六大学リーグ戦では通算25試合に登板し3勝17敗、防御率4.64（141.2投球回、73自責点）。2004年秋季リーグ開幕戦では春季優勝した明治大学を相手に2安打完封勝利を挙げた。
2004年のプロ野球ドラフト会議で横浜ベイスターズが9巡目指名で交渉権を獲得し契約金3200万円、年俸780万円（金額は推定）で入団合意した。担当スカウトは中根仁。史上5人目の東大出身プロ野球選手であり、また取得単位数の不足により同大学を翌2005年3月時点では卒業できなかったために初の現役東大生プロ野球選手となった。

### 横浜時代
2005年8月13日と9月に出場選手登録されたが2度とも登板の無いまま登録抹消。
2009年6月7日に約4年ぶりに登録され、6月10日に初登板を果たし、以降閉幕までに9試合に登板した。11月26日に坂元弥太郎、松山傑、稲田直人と交換トレードで加藤武治、関口雄大と共に北海道日本ハムファイターズへ移籍した。

### 日本ハム時代
2010年シーズンは開幕一軍入りし5試合に登板した。
2011年と2012年は登板なし。2012年10月2日に球団から戦力外通告を受け、11月30日付で自由契約選手公示された。

### 渡米
日本ハム退団後はアメリカ球界での現役続行を目指してロサンゼルスで単身自主トレーニングを続け、2013年2月にロサンゼルス・ドジャース、続いてシカゴ・ホワイトソックスのトライアウトに参加したが不合格となった。
4月13日にアメリカン・アソシエーション（独立リーグ）のゲーリー・サウスショア・レイルキャッツと契約したが、1試合に登板したのみで5月18日に解雇となる。

### 教員への転身
2013年より東洋大学の通信課程にて教員免許を取得するべく学習し、地歴公民科の教員免許を取得。
2015年度香川県教員採用試験を受験して合格を果たし、2015年4月より香川県立香川中央高等学校に教諭として勤務、同校野球部のコーチも務めた。2019年度より香川県立高松西高等学校に異動し、同校野球部で部長を務めている。

## 選手としての特徴・人物
スリークォーターからプロでの最速152km/hの速球で押し、落差の大きいフォークボールとスライダーで打ち取る投球が持ち味であった。
趣味は読書。香川県内の高校の同学年生には後にプロ入りする田中浩康や鈴木義広がおり、高校時代に公式戦で対戦経験がある。また俳優の藤澤恵麻は中学・高校の同級生で、フリーアナウンサーの多田羅りかは高校の同級生である。
2010年2月22日に一般女性と結婚した。2011年に第一子（女児）誕生。

## 詳細情報

### 年度別投手成績
| 年 度     | 球 団     | 登 板 | 先 発 | 完 投 | 完 封 | 無 四 球 | 勝 利 | 敗 戦 | セ 丨 ブ | ホ 丨 ル ド | 勝 率 | 打 者 | 投 球 回 | 被 安 打 | 被 本 塁 打 | 与 四 球 | 敬 遠 | 与 死 球 | 奪 三 振 | 暴 投 | ボ 丨 ク | 失 点 | 自 責 点 | 防 御 率 | W H I P |
| --------- | --------- | ----- | ----- | ----- | ----- | -------- | ----- | ----- | -------- | ----------- | ----- | ----- | -------- | -------- | ----------- | -------- | ----- | -------- | -------- | ----- | -------- | ----- | -------- | -------- | ------- |
| 2009      | 横浜      | 9     | 0     | 0     | 0     | 0        | 0     | 1     | 0        | 0           | .000  | 62    | 15.2     | 11       | 3           | 3        | 0     | 3        | 12       | 0     | 0        | 8     | 8        | 4.60     | 0.89    |
| 2010      | 日本ハム  | 5     | 0     | 0     | 0     | 0        | 0     | 0     | 0        | 0           | ----  | 31    | 6.1      | 5        | 1           | 9        | 0     | 0        | 3        | 0     | 0        | 3     | 3        | 4.26     | 2.21    |
| 通算：2年 | 通算：2年 | 14    | 0     | 0     | 0     | 0        | 0     | 1     | 0        | 0           | .000  | 93    | 22.0     | 16       | 4           | 12       | 0     | 3        | 15       | 0     | 0        | 11    | 11       | 4.50     | 1.27    |

### 記録
投手記録
- 初登板：2009年6月10日、対北海道日本ハムファイターズ3回戦（札幌市円山球場）、8回裏に3番手で救援登板・完了、1回無失点
- 初奪三振：2009年6月11日、対北海道日本ハムファイターズ4回戦（札幌ドーム）、8回裏に糸井嘉男から空振り三振

打撃記録
- 初安打：2009年9月28日、対広島東洋カープ20回戦（MAZDA Zoom-Zoom スタジアム広島）、3回表に青木高広から左前安打

### 背番号
- 32（2005年 - 2009年）
- 30（2010年 - 2012年）